# 高橋文樹
高橋 文樹（たかはし ふみき、1979年8月16日 - ）は、日本の小説家。父は直木賞作家の高橋義夫。

## 経歴
- 1979年、千葉県千葉市に生まれる。
- 1998年、千葉県立千葉高等学校卒業。
- 2001年、『途中下車』で第1回幻冬舎NET学生文学賞受賞[3]。
- 2003年、東京大学文学部言語文化学科フランス語フランス文学専修課程卒業。
- 2007年、『アウレリャーノがやってくる』で第39回新潮新人賞小説部門受賞[4]。
- 2009年、第8回千葉市芸術文化新人賞受賞。
- 2010年、株式会社破滅派を設立。
- 2015年、オンライン文芸誌『破滅派』にて、連載作品を電子書籍にまとめる機能を公開[5]。併せてKindleストアでの販売も開始。
- 2022年、日本SF作家クラブ会員となる[6]。

## 作品リスト

### 単行本
- 『途中下車』
  - 2001年10月10日、幻冬舎、ISBN 9784344001190
  - 2005年7月、幻冬舎文庫、ISBN 9784344406858
- 『アウレリャーノがやってくる』2021年12月、破滅派、ISBN 978-4905197027
- 『ぼくは君がなつかしい: ほろほろ落花生全集』編纂書（2024年4月、破滅派）ISBN 978-4905197089

### 単行本未収録作品

#### 文芸誌掲載
小説
- アウレリャーノがやってくる（『新潮』2007年11月号）
- pとqには気をつけて（『小説すばる』2018年10月号）
  - 『短篇ベストコレクション 現代の小説 2019』（日本文藝家協会編、徳間書店、2019年6月）に再録。
- 静かすぎて聞こえない（『小説すばる』2020年2月号）
- 極端な一部の人（『小説すばる』2021年2月号）

エッセイなど
- 六年の財産――インタビュー（『新潮』2007年11月号）
- 私的偉人伝（『小説すばる』2019年8月号）

#### 同人文芸誌掲載

##### 『破滅派』掲載
小説
- 英語でお願いします（『破滅派』第5号、2009年12月）
- マスターピース（『破滅派』第8.5号（復活準備号）、2013年4月）
- 再会.再会の理由（『破滅派 2017別冊』2017年5月）

エッセイなど
- ルサンチマン鼎談（『破滅派』創刊1号、2007年11月）
- 特別寄稿.働きながらじゃ作家になれない。働くな!!（『破滅派』第2号、2008年5月）
- エッセー.伊藤整、のち破滅派（『破滅派』第5号、2009年12月）
- 特別企画.中原昌也をつかまえて（『破滅派』第6号、2010年5月）
- 特集.破滅コミュニケーション二〇一〇（『破滅派』第7号、2010年12月）
- 私たちは怒っていLu / 手嶋淳, 高橋文樹 著（『破滅派』第7号、2010年12月）
- 3・11震災特別企画.アトミックBBC（『破滅派』第8号、2011年11月）
- 入子の十五年（『破滅派』第10号、2014年11月）

##### 破滅派以外に発表
小説
- やがて悲しきCEO（『B-』2012年）
- ニムの手遊び（『Sci-Fire 2017』2017年11月）
- おいしいゴキブリの食べ方（『Sci-Fire 2018』2018年11月）
- あなたの空が見たくて（『Sci-Fire 2019』2019年11月）
  - 『新しい世界を生きるための14のSF』（伴名練編、ハヤカワ文庫JA、2022年6月）に再録。

### 電子書籍
- ハムスターに水を（2010年11月、ISBN 978-4-905197-00-3）
- 泣きながら、ポークソテー（2011年1月）
- 東京守護天使（2011年1月、ISBN 978-4-905197-01-0）
- 北千住ソシアルクラブ（2012年1月）
- ここにいるよ（2012年9月）
- 方舟謝肉祭（2015年6月）
- 歌 and ON: 七五調ヒップホップ小説（2015年8月）
- オートマティッククリミナル（2018年2月）
- いい曲だけど名前は知らない（2019年6月）

翻訳
- To the Last Drop（『Bewildering Stories』2019年6月）
  - To the Last Drop（『Tall Tale TV』ポッドキャスト、2019年10月）
- A Homeroom Meeting（『Another Chicago Magazine』2019年7月）
- All About Youth（『LIT』2019年11月）
- Hasta la última gota（『Korad』2020年1月）
- At the Church（『Eckleburg Review』2020年3月）
- Blood Runs Deep（『Mount Hope』2020年3月）
- A Great Song You've Never Heard Before（『Asymptote』2020年4月）
- Shining White（『GHLL』2020年7月）
- Days Before Yesterday（『Aurelia Leo』2020年）
- Grown-Ups Don't Give Way（『Gargoyle Magazine』2020年）